# Olexi Kasianov
Olexi Kasianov (Ucrania, 26 de agosto de 1985) es un atleta ucraniano, especialista en la prueba de decatlón en la que llegó a ser subcampeón europeo en 2012.

## Carrera deportiva
En el Campeonato Europeo de Atletismo de 2012 ganó la medalla de plata en la competición de decatlón, logrando 8321 puntos, tras el alemán Pascal Behrenbruch (oro con 8558 puntos que fue su mejor marca personal) y por delante del ruso Ilya Shkurenyov (bronce).